# Contea di Clark (Illinois)
La contea di Clark (in inglese Clark County) è una contea dello Stato dell'Illinois, negli Stati Uniti. La popolazione al censimento del 2000 era di 17 008 abitanti. Il capoluogo di contea è Marshall.